# Chloroclystis lacustris
Chloroclystis lacustris är en fjärilsart som beskrevs av Edward Meyrick 1913. Chloroclystis lacustris ingår i släktet Chloroclystis och familjen mätare. Inga underarter finns listade i Catalogue of Life.